# Elezioni generali nel Regno Unito del 2005
Le elezioni generali nel Regno Unito del 2005 si tennero il 5 maggio e videro la vittoria del Partito Laburista di Tony Blair, che fu confermato Primo Ministro; nel 2007 fu sostituito da Gordon Brown, esponente dello stesso partito.

## Risultati
| Liste  | Liste                          | Voti       | %    | Seggi |
| ------ | ------------------------------ | ---------- | ---- | ----- |
|        | Laburista                      | 9.552.436  | 35,2 | 355   |
|        | Conservatore                   | 8.784.915  | 32,4 | 198   |
|        | Liberal Democratici            | 5.985.454  | 22,0 | 62    |
|        | Indipendenza del Regno Unito   | 605.973    | 2,2  | -     |
|        | Nazionale Scozzese             | 412.267    | 1,5  | 6     |
|        | Verdi                          | 257.758    | 1,0  | -     |
|        | Unionista Democratico          | 241.856    | 0,9  | 9     |
|        | Nazionale Britannico           | 192.745    | 0,7  | -     |
|        | Plaid Cymru                    | 174.838    | 0,6  | 3     |
|        | Sinn Féin                      | 174.530    | 0,6  | 5     |
|        | Unionista dell'Ulster          | 127.414    | 0,5  | 1     |
|        | Social Democratico e Laburista | 125.626    | 0,5  | 3     |
|        | Respect                        | 68.094     | 0,3  | 1     |
|        | Altri                          | 444.604    | 1,6  | 3     |
| Totale | Totale                         | 27.148.510 | 100  | 646   |

Fonte: Election Resources